# Rijping (bodem)
Rijping van de bodem is het bodemvormende proces waarbij na een inpoldering uit een slappe,  structuurloze modder een begaanbare (cultuur)grond ontstaat. Het rijpingsproces kent fysische-, chemische- en biologische aspecten. Een van de meest opvallende verschijnselen van dit proces is inklinking. Rijping vindt alleen plaats in sedimenten met een hoog klei- en organische stofgehalte. In de droogmakerijen in Nederland is het een belangrijk bodemvormend proces, daar niet-gerijpte grond in droogmakerijen niet in gebruik genomen kan worden.

## Proces
Na het droogvallen van een polder bestaat de bodem uit losse minerale en organische deeltjes omgeven door water, waardoor deze een slappe consistentie heeft.
Het eerste proces dat plaatsvindt is fysische rijping of  krimp. Door ontwatering en verdamping wordt er vocht aan de bodem onttrokken, waardoor deze zal inklinken. De minerale en organische deeltjes worden irreversibel gebonden en het sediment wordt daardoor steviger. Er ontstaan scheuren en enige bodemstructuur. Het maaiveld daalt en de bodem zal niet meer opzwellen tot het oude volume. De scheurvorming leidt ertoe dat chemische en biologische rijpingsprocessen ingang gezet worden.
Chemische rijping vindt plaats doordat er zuurstof in de grond komt. In de oorspronkelijk gereduceerde bodem zal oxidatie optreden. Door oxidatie van ijzer tot Fe-oxiden zal een grijze gereduceerde klei bruine tot roodbruine kleuren krijgen. Door uitspoeling kunnen er veranderingen optreden in de kationen bezetting van de kleideeltjes (zie ook kationenomwisselingscapaciteit). In kalkrijke sedimenten kan ontkalking en verzuring optreden.
Biologische rijping omvat in eerste instantie het onttrekken van vocht uit de bodem door plantenwortels. Waar verdamping vooral een rol speelt in de bovengrond, zorgen plantenwortels voor waterverlies in de diepere lagen. Na drooglegging zal het bodemleven zich ontwikkelen. Bacteriën en schimmels zetten organische stof om. Bij recente ontwatering is het milieu vaak nog te nat, waardoor deze vorm van rijping nog beperkt is. Pas bij verdere verlaging van de grondwaterstand komt zuurstof dieper in het profiel en kan biologische rijping een grotere rol spelen. Bij een goede drainage en beluchting zal de bodemfauna, zoals regenwormen, door graafactiviteiten zorgen voor een stelsel van poriën een steeds verdergaande vermenging van organische en minerale bodembestanddelen. Bodemfauna en plantenwortels dragen zo ook bij aan de ontwikkeling van de bodemstructuur.

## Rijpingsklassen
Voor de mate van rijping is in 1958 door de Nederlandse bodemkundige Zuur de volgende relatie gevonden:
{\displaystyle A=n(L+3H)+20}
waarbij:
- A = watergehalte x 100
- n = rijpingsfactor
- L = lutumgehalte x 100
- H = humusgehalte x 100

In het veld stellen bodemkundigen de rijpingsklasse eenvoudig vast in 5 klassen:
1. geheel ongerijpt / zeer slap - loopt tussen de vingers door
2. bijna ongerijpt / slap - loopt bij knijpen zeer gemakkelijk tussen de vingers door
3. half gerijpt / matig slap - loopt bij knijpen nog goed tussen de vingers door
4. bijna gerijpt / matig stevig - met stevig knijpen nog juist tussen de vingers door te krijgen
5. gerijpt / stevig - met knijpen niet door de vingers te krijgen

## Classificatie van Nederlandse bodems
Bodems zonder een duidelijke ontwikkeling van horizonten vallen onder de vaaggronden. Niet of nauwelijks gerijpte gronden, de initiale vaaggronden, behoren tot de gorsvaaggronden of de slikvaaggronden. Nesvaaggronden hebben een niet-gerijpte ondergrond. Geheel gerijpte gronden behoren tot de poldervaaggronden, dit is de meest voorkomende subgroep in Nederland.
Bij de veengronden vallen de ongerijpte gronden en de gronden met een dunne gerijpte bovengrond onder de Vlietveengronden. Dieper gerijpte gronden vallen onder een van de subgroepen van de gewone rauwveengronden. 
Gronden met een humusrijke bovengrond (minerale eerdlaag) en een niet-gerijpte ondergrond vallen onder de hydro-eerdgronden, zoals plaseerdgronden en tochteerdgronden.